# Lokapur, Mudhol
Lokapur là một làng thuộc tehsil Mudhol, huyện Bagalkot, bang Karnataka, Ấn Độ.